# Salmacis (geslacht)
Salmacis is een geslacht van zee-egels uit de familie Temnopleuridae.

## Soorten
- Salmacis belli Döderlein, 1902
- Salmacis bicolor L. Agassiz, 1846
- Salmacis nuda Currie, 1930 †
- Salmacis roseoviridis Koehler, 1927
- Salmacis rubricincta H.L. Clark, 1925
- Salmacis sphaeroides (Linnaeus, 1758)
- Salmacis virgulata L. Agassiz, 1846